# دوني هارت
دوني هارت (بالإنجليزية: Donnie Hart)‏ هو لاعب كرة قاعدة أمريكي، ولد في 6 سبتمبر 1990 في بيدفورد في الولايات المتحدة.

## وصلات خارجية
- دوني هارت على موقع دوري كرة القاعدة الرئيسي (الإنجليزية)
- دوني هارت على موقعبيزبول رفرنس.كوم (الدوري الرئيسي) (الإنجليزية)
- دوني هارت على موقعبيزبول رفرنس.كوم (الدوري الثانوي) (الإنجليزية)
- دوني هارت على موقع إي إس بي إن.كوم (أم.أل.بي) (الإنجليزية)
- دوني هارت على موقع مشجعي الرسوم البيانية (الإنجليزية)